# Polarisella
Polarisella es un género de foraminífero bentónico de la subfamilia Ichthyolariinae, de la Familia Ichthyolariidae, de la superfamilia Robuloidoidea, del suborden Lagenina, y del orden Lagenida. Su especie-tipo es Polarisella blindensis. Su rango cronoestratigráfico abarca desde el Cisulariense (Pérmico inferior) hasta el Anisiense (Triásico medio).

## Discusión
Clasificaciones más recientes incluyen Polarisella en la subfamilia Protonodosariinae y en la familia Protonodosariidae.

## Clasificación
Polarisella incluye a las siguientes especies:
- Polarisella armeniensis †
- Polarisella blindensis †
- Polarisella cubanica †
- Polarisella curta †
- Polarisella elabugae †
- Polarisella hoae †
- Polarisella hoi †
- Polarisella lanceolata †
- Polarisella lingulae †
- Polarisella nigra †
- Polarisella ordinata †
- Polarisella piricamerata †
- Polarisella potentina †
- Polarisella sagitta †
- Polarisella transcaucasica †
- Polarisella woodwardi †

Otra especie considerada en Polarisella es:
- Polarisella spathulatta †, de posición genérica incierta